# مونتيس دي أوكا (كانتون)
مونتيس دي أوكا (بالإسبانية: Montes de Oca)‏ و هو الكانتون الخامس عشر لمحافظة سان خوسيه في كوستاريكا، ويغطي الكانتون مساحة 15.16 كم مربع،
و يمتاز بعدد سكان حوالي 54,288 نسمة.
المدينة الرئيسة للكانتون هي مدينة سان بيدرو،
يمتد الكانتون من ضواحي العاصمة سان خوسيه شرقا إلى محافظة كارتاغو و يجاور الكانتونات كوريدابات و سان خوسيه و غويكويشيا. و يشكل نهر تورّيس جزءا من الحدود الشمالية، بينما يشكل نهري أوكلورو و كيبراذا بورو الحدود الجنوبية.
و يعرف هذا الكانتون لتطوره التجاري الرفيع، وعدد الجامعات والمراكز التعليمية الأخرى، وتبقى المدينة مضيئة في الليل والنهار، وهو واحد من أكثر الكانتونات حضارة في كوستاريكا، ويعتبر مونتيس دي أوكا الكانتون ذو المؤشر الحضاري العالي جدا 0,946.
تم تأسيس هذا الكانتون قانونيا في 2 آب 1915،

## المقاطعات
يقسم كانتون مونتيس دي أوكا إلى أربعة مقاطعات وهي :
1. سان بيدرو
2. سابانيجا
3. ميرسيديس
4. سان رافاييل

## التعليم
تعرف مونتيس دي أوكا بأنها مهد التعليم العالي وأنها مركز جامعة كوستاريكا، وأيضا عدد من الجامعات والمدارس الأخرى، كالجامعة اللاتينية، والجامعة الأمريكية، ويفتخر هذا الكانتون بمعدل 99% من المتعلمين، بينما كوستاريكا كدولة 95%.

## الأماكن الشهيرة
- Fuente de la Hispanidad ينبوع ضخم في ملتقى الطرق والذي يمثل خصوبة تراث كوستاريكا، وهو معروف جيدا في المنطقة.
- Mall San Pedro و هو مركز تسوق تم بنائه في التسعينيات، ويتضمن من مراكز تاتو وسينما و مطعم ضخم، وأسوق الألعاب وألعاب الحاسوب، ومراكز لبيع الملابس وغيرها.
- Iglesia de San Pedro و هي كنيسة كاثوليكية قديمة.